# كوينتن رينولدز
كوينتن رينولدز (بالإنجليزية: Quentin Reynolds)‏ هو صحفي أمريكي، ولد في 11 أبريل 1902 في نيويورك في الولايات المتحدة، وتوفي في 17 مارس 1965 في سان فرانسيسكو في الولايات المتحدة.

## وصلات خارجية
- كوينتن رينولدز على موقع IMDb (الإنجليزية)
- كوينتن رينولدز على موقع ميوزك برينز (الإنجليزية)
- كوينتن رينولدز على موقع ديسكوغز (الإنجليزية)
- كوينتن رينولدز على موقع قاعدة بيانات الفيلم (الإنجليزية)